# Liste von Terroranschlägen im Jahr 1985
Die Liste von Terroranschlägen im Jahr 1985 enthält eine unvollständige Auswahl von Terroranschlägen, die im Jahr 1985 passierten. Attentate werden gesondert in der Liste bekannter Attentate behandelt. Die Liste von Sprengstoffanschlägen listet auch nichtterroristische Anschläge. Die Liste von Flugzeugentführungen enthält eine Liste mit meist terroristischem Hintergrund. Im Artikel Rechtsterrorismus werden weitere terroristische Anschläge aufgezählt.

## Erläuterung
In der Spalte Politische Ausrichtung ist die politische bzw. weltanschauliche Einordnung der Täter angegeben: faschistisch, rassistisch, nationalistisch, nationalsozialistisch, sozialistisch, kommunistisch, antiimperialistisch, islamistisch (schiitisch, sunnitisch, deobandisch, salafistisch, wahhabitisch), hinduistisch. Bei vorrangig auf staatliche Unabhängigkeit oder Autonomie zielender Ausrichtung ist autonomistisch vorangestellt, gefolgt von der Region oder der Volksgruppe und ggf. weiteren Merkmalen der Täter: armenisch, irisch (katholisch), kurdisch, tirolisch, tschetschenisch, dagestanisch, punjabisch (sikhistisch), palästinensisch.
Die Opferzahlen der Anschläge werden farbig dargestellt:

Die Zahl bei den Anschlägen getöteter/verletzter Täter ist in Klammern ( ) gesetzt.

## Januar
| Datum/Beginn    | Betroffenes Land | Anschlag                  | Täter            | Politische Ausrichtung                                                                                      | Mittel                      | Ziel                     | Tote | Verletzte | Hintergrund                   |
| --------------- | ---------------- | ------------------------- | ---------------- | --- | --------------------------- | ------------------------ | ---- | --------- | ----------------------------- |
| 01. Januar 1985 | USA              | Anschlag in Washington    | Army of God      | christlich-fundamentalistisch                                                                               | Sprengstoff                 | Abtreibungsklinik        | 0    | 0         |                               |
| 01. Januar 1985 | Peru             | Anschlag in Arequipa      | Leuchtender Pfad | marxistisch-leninistisch-maoistisch                                                                         | Automatische Schusswaffe(n) | Dorf                     | 30   | 0         | Bewaffneter Konflikt in Peru  |
| 02. Januar 1985 | Peru             | Anschlag in Ayacucho      | Leuchtender Pfad | marxistisch-leninistisch-maoistisch                                                                         | Automatische Schusswaffe(n) | Dorf                     | 21   | 0         | Bewaffneter Konflikt in Peru  |
| 08. Januar 1985 | El Salvador      | Anschlag in San Vicente   | FMLN             | marxistisch-leninistisch                                                                                    | Automatische Schusswaffe(n) | Militäreinheit           | 45   | 0         | Salvadorianischer Bürgerkrieg |
| 10. Januar 1985 | Nicaragua        | Anschlag in Nueva Segovia | FDN              | | Automatische Schusswaffe(n) | Militäreinheit           | 34   | 9         | Contra-Krieg                  |
| 11. Januar 1985 | Nicaragua        | Anschlag in Estelí        | FDN              | | Automatische Schusswaffe(n) | Militäreinheit           | 59   | 12        | Contra-Krieg                  |
| 11. Januar 1985 | Nicaragua        | Anschlag in Wiwilí        | FDN              | | Automatische Schusswaffe(n) | Militäreinheit           | 94   | 0         | Contra-Krieg                  |
| 12. Januar 1985 | Libanon          | Anschlag in Beirut        |                  | | Sprengstoff                 | Muslimisches Wohnviertel | 4    | 37        | Libanesischer Bürgerkrieg     |
| 15. Januar 1985 | Philippinen      | Anschlag in Davao City    |                  | | Granate                     | Militärfahrzeug          | 0    | 27        |                               |
| 15. Januar 1985 | Nicaragua        | Anschlag in Managua       | FDN              | | Automatische Schusswaffe(n) | Militäreinheit           | 30   | 0         | Contra-Krieg                  |
| 19. Januar 1985 | Deutschland      | Anschlag in Stuttgart     | RAF              | antifaschistisch, antiimperialistisch, kommunistisch, maoistisch, marxistisch-leninistisch, antizionistisch | Sprengstoff                 | Computer-Rechenzentrum   | 1    | 1         |                               |
| 21. Januar 1985 | Libanon          | Anschlag in Sidon         |                  | | Autobombe                   | Wohngebäude              | 2    | 30        | Libanesischer Bürgerkrieg     |

## Februar
| Datum/Beginn     | Betroffenes Land       | Anschlag               | Täter            | Politische Ausrichtung                                       | Mittel                             | Ziel                      | Tote | Verletzte | Hintergrund                  |
| ---------------- | ---------------------- | ---------------------- | ---------------- | ------------------------------------------------------------ | ---------------------------------- | ------------------------- | ---- | --------- | ---------------------------- |
| 01. Februar 1985 | Libanon                | Anschlag in Tripoli    |                  |                                                              | Autobombe                          | Moschee                   | 10   | 60        | Libanesischer Bürgerkrieg    |
| 02. Februar 1985 | Griechenland           | Anschlag in Athen      | Ethniko Metopo   | nationalistisch, patriotisch, konservativ, antikommunistisch | Sprengstoff                        | Bar                       | 0    | 80        |                              |
| 05. Februar 1985 | Libanon                | Anschlag in Tyros      |                  |                                                              | Selbstmordattentäter mit Autobombe | Israelische(r) Soldat(en) | 12   | 60        | Libanesischer Bürgerkrieg    |
| 10. Februar 1985 | Libanon                | Anschlag in Tripoli    |                  |                                                              | Autobombe                          | Milizgebäude              | 75   | 20        | Libanesischer Bürgerkrieg    |
| 14. Februar 1985 | Philippinen            | Anschlag in Manila     |                  |                                                              | Brandstiftung                      | Hotel                     | 30   | 0         |                              |
| 22. Februar 1985 | Peru                   | Anschlag in San Martín | Leuchtender Pfad | marxistisch-leninistisch-maoistisch                          | Automatische Schusswaffe(n)        | Militäreinheit            | 37   | 0         | Bewaffneter Konflikt in Peru |
| 22. Februar 1985 | Peru                   | Anschlag in Junín      | Leuchtender Pfad | marxistisch-leninistisch-maoistisch                          | Automatische Schusswaffe(n)        | Militäreinheit            | 40   | 0         | Bewaffneter Konflikt in Peru |
| 23. Februar 1985 | Frankreich             | Anschlag in Paris      | Hisbollah        | panislamisch, antizionistisch, antisemitisch                 | Sprengsatz                         | Geschäft                  | 1    | 18        |                              |
| 25. Februar 1985 | Libanon                | Anschlag in Beirut     |                  |                                                              | Autobombe                          | Schiitischer Vorort       | 6    | 30        | Libanesischer Bürgerkrieg    |
| 28. Februar 1985 | Vereinigtes Königreich | Anschlag in Newry      | IRA              | autonomistisch, irisch-republikanisch, katholisch            | Mörser                             | Polizeistützpunkt         | 9    | 30        | Nordirlandkonflikt           |

## März
| Datum/Beginn  | Betroffenes Land | Anschlag                  | Täter                       | Politische Ausrichtung                       | Mittel                      | Ziel                | Tote | Verletzte | Hintergrund                                          |
| ------------- | ---------------- | ------------------------- | --------------------------- | -------------------------------------------- | --------------------------- | ------------------- | ---- | --------- | ---------------------------------------------------- |
| 04. März 1985 | Libanon          | Anschlag in Süd-Libanon   |                             |                                              | Sprengstoff                 | Moschee             | 15   | 55        | Libanesischer Bürgerkrieg                            |
| 07. März 1985 | Nicaragua        | Anschlag in Nueva Segovia | FDN                         |                                              | Automatische Schusswaffe(n) | Militäreinheit      | 20   | 0         | Contra-Krieg                                         |
| 07. März 1985 | Deutschland      | Anschlag in Dortmund      |                             |                                              | Sprengstoff                 | Kaufhaus            | 0    | 9         |                                                      |
| 08. März 1985 | Frankreich       | Anschlag in Paris         | Hisbollah                   | panislamisch, antizionistisch, antisemitisch | Sprengstoff                 | Kino                | 0    | 18        |                                                      |
| 08. März 1985 | Libanon          | Anschlag in Beirut        | angeblich CIA               |                                              | Autobombe                   | Gebäude             | 75   | 250       | Libanesischer Bürgerkrieg                            |
| 10. März 1985 | Nicaragua        | Anschlag in Nueva Segovia | FDN                         |                                              | Automatische Schusswaffe(n) | Militäreinheit      | 20   | 0         | Contra-Krieg                                         |
| 12. März 1985 | Kanada           | Anschlag in Ottawa        | Armenian Revolutionary Army |                                              | Geiselnahme                 | Türkische Botschaft | 1    | 0         |                                                      |
| 28. März 1985 | Philippinen      | Anschlag in Manila        | NPA                         | marxistisch-leninistisch-maoistisch          |                             | Dorf                | 20   | 0         | Kommunistischer Revolutionskampf auf den Philippinen |
| 30. März 1985 | Nicaragua        | Anschlag in Managua       | ARDE                        |                                              | Automatische Schusswaffe(n) | Tankwagen           | 7    | 24        | Contra-Krieg                                         |

## April
| Datum/Beginn   | Betroffenes Land       | Anschlag                            | Täter           | Politische Ausrichtung                                                                       | Mittel                               | Ziel               | Tote   | Verletzte | Hintergrund                           |
| -------------- | ---------------------- | ----------------------------------- | --------------- | -------------------------------------------------------------------------------------------- | ------------------------------------ | ------------------ | ------ | --------- | ------------------------------------- |
| 04. April 1985 | Vereinigtes Königreich | Anschlag in Newry                   | IRA             | autonomistisch, irisch-republikanisch, katholisch                                            | Sprengstoff                          | Gericht            | 2      | 9         | Nordirlandkonflikt                    |
| 08. April 1985 | El Salvador            | Anschlag in La Paz                  | FMLN            | marxistisch-leninistisch                                                                     | Automatische Schusswaffe(n)          | Dorf               | 25     | 0         | Salvadorianischer Bürgerkrieg         |
| 09. April 1985 | Israel                 | Anschlag auf eine Militärpatrouille | Palästinenserin |                                                                                              | Selbstmordattentäterin mit Autobombe | Soldaten           | 2 (+1) |           | Israelisch-Palästinensischer Konflikt |
| 12. April 1985 | Spanien                | Anschlag in Madrid                  | Hisbollah       | islamisch-nationalistisch, antizionistisch, antiimperialistisch, antiwestlich, antisemitisch | Sprengstoff                          | Restaurant         | 18     | 82        |                                       |
| 14. April 1985 | Kolumbien              | Anschlag im Departamento del Cauca  | M-19            | bolivarianistisch, links-nationalistisch, revolutionär-sozialistisch                         | Automatische Schusswaffe(n)          | Dorf               | 20     | 20        | Bewaffneter Konflikt in Kolumbien     |
| 29. April 1985 | Deutschland            | Anschlag in West-Berlin             |                 |                                                                                              | Sprengstoff                          | US-Militärfahrzeug | 0      | 1         |                                       |
| 30. April 1985 | El Salvador            | Anschlag in Chalatenango            | FMLN            | marxistisch-leninistisch                                                                     | Automatische Schusswaffe(n)          | Dorf               | 60     | 0         | Salvadorianischer Bürgerkrieg         |

## Mai
| Datum/Beginn | Betroffenes Land | Anschlag                                             | Täter                     | Politische Ausrichtung                    | Mittel                            | Ziel                               | Tote | Verletzte | Hintergrund                                          |
| ------------ | ---------------- | ---------------------------------------------------- | ------------------------- | ----------------------------------------- | --------------------------------- | ---------------------------------- | ---- | --------- | ---------------------------------------------------- |
| 01. Mai 1985 | Nicaragua        | Anschlag in Región Autónoma de la Costa Caribe Norte | FDN                       |                                           | Automatische Schusswaffe(n)       | Militäreinheit                     | 50   | 0         | Contra-Krieg                                         |
| 07. Mai 1985 | Nicaragua        | Anschlag in Nueva Segovia                            | FDN                       |                                           | Automatische Schusswaffe(n)       | Militäreinheit                     | 43   | 0         | Contra-Krieg                                         |
| 12. Mai 1985 | Iran             | Anschlag in Teheran                                  |                           |                                           | Autobombe                         | Basar                              | 15   | 50        |                                                      |
| 14. Mai 1985 | Philippinen      | Anschlag in Lupon                                    | NPA                       | marxistisch-leninistisch-maoistisch       | Automatische Schusswaffen, Mörser | Polizeiposten                      | 23   | 0         | Kommunistischer Revolutionskampf auf den Philippinen |
| 14. Mai 1985 | Sri Lanka        | Anschlag in Anuradhapura                             | LTTE                      | autonomistisch, tamilisch-sozialistisch   | Schusswaffen, Sprengstoff         | Singhalesische Zivilisten          | 146  | 100       | Bürgerkrieg in Sri Lanka                             |
| 14. Mai 1985 | Sri Lanka        | Anschlag nahe Mannar                                 | TELO                      | autonomistisch, tamilisch-nationalistisch | Automatische Schusswaffen         | Nationalpark Wilpattu              | 23   | 0         | Bürgerkrieg in Sri Lanka                             |
| 15. Mai 1985 | Nicaragua        | Anschlag in Jinotega                                 | FDN                       |                                           | Automatische Schusswaffe(n)       | Stadt                              | 30   | 0         | Contra-Krieg                                         |
| 18. Mai 1985 | Nicaragua        | Anschlag in Bluefields                               | FDN                       |                                           | Automatische Schusswaffe(n)       | Stadt                              | 52   | 0         | Contra-Krieg                                         |
| 18. Mai 1985 | Peru             | Anschlag in Cajamarca                                | Leuchtender Pfad          | marxistisch-leninistisch-maoistisch       | Automatische Schusswaffe(n)       | Infrastruktur                      | 80   | 0         | Bewaffneter Konflikt in Peru                         |
| 22. Mai 1985 | Libanon          | Anschlag in Beirut                                   |                           |                                           | Autobombe                         | Haus des Präsidenten               | 60   | 200       | Libanesischer Bürgerkrieg                            |
| 26. Mai 1985 | Philippinen      | Anschlag in Kabugao                                  |                           |                                           |                                   | Dorf                               | 22   | 0         |                                                      |
| 28. Mai 1985 | Rumänien         | Anschlag in Bukarest                                 |                           |                                           | Sprengstoff                       | Fahrzeug eines syrischen Studenten | 1    | 0         |                                                      |
| 28. Mai 1985 | Südafrika        | Anschlag in Johannesburg                             | African National Congress | nationalistisch, sozialdemokratisch       | Sprengstoff                       | Militäreinheit, Gebäude            | 0    | 33        | Apartheid                                            |

## Juni
| Datum/Beginn       | Betroffenes Land       | Anschlag                      | Täter                                       | Politische Ausrichtung                                               | Mittel                             | Ziel              | Tote | Verletzte | Hintergrund                       |
| ------------------ | ---------------------- | ----------------------------- | ------------------------------------------- | -------------------------------------------------------------------- | ---------------------------------- | ----------------- | ---- | --------- | --------------------------------- |
| 02. Juni 1985      | Deutschland            | Anschlag in Hannover          |                                             |                                                                      | Sprengstoff                        | Regierungsgebäude | 1    | 0         |                                   |
| 09. Juni 1985      | Kolumbien              | Anschlag in Valle del Cauca   | M-19                                        | bolivarianistisch, links-nationalistisch, revolutionär-sozialistisch | Automatische Schusswaffe(n)        | Militäreinheit    | 30   | 0         | Bewaffneter Konflikt in Kolumbien |
| 14. Juni 1985      | Griechenland           | Trans-World-Airlines-Flug 847 | Organisation für die Unterdrückten der Welt |                                                                      | Entführung                         | Flugzeug          | 1    |           | Libanesischer Bürgerkrieg         |
| 14. Juni 1985      | Libanon                | Anschlag in Beirut            |                                             |                                                                      | Selbstmordattentäter mit Autobombe | Militärstützpunkt | 23   | 42        | Libanesischer Bürgerkrieg         |
| 14. Juni 1985      | Vereinigtes Königreich | Anschlag in Belfast           | IRA                                         | autonomistisch, irisch-republikanisch, katholisch                    | Autobombe                          | Stadtzentrum      | 0    | 24        | Nordirlandkonflikt                |
| 17. September 1985 | Libanon                | Anschlag in Tripoli           |                                             |                                                                      | Autobombe                          | Süßwarenhandlung  | 75   | 100       | Libanesischer Bürgerkrieg         |
| 19. Juni 1985      | Deutschland            | Anschlag in Frankfurt am Main |                                             |                                                                      | 2 Sprengsätze                      | Flughafen         | 4    | 41        |                                   |
| 20. Juni 1985      | Nepal                  | Anschlagsserie                | Nepal Janabadi Morcha                       |                                                                      | Sprengsätze                        |                   | 8    | ?         |                                   |
| 23. Juni 1985      | Japan                  | Anschlag in Narita            | Sikh-Extremisten                            | sikhistisch                                                          | Sprengstoff                        | Flugzeug          | 2    | 4         | Aufstand im Punjab                |
| 23. Juni 1985      |                        | Air-India-Flug 182            | Babbar Khalsa                               | autonomistisch, sikhistisch                                          | Sprengstoff                        | Flugzeug          | 329  | 0         | Aufstand im Punjab                |

## Juli
| Datum/Beginn  | Betroffenes Land | Anschlag                                           | Täter                | Politische Ausrichtung                                                                       | Mittel                      | Ziel                               | Tote | Verletzte | Hintergrund                                          |
| ------------- | ---------------- | -------------------------------------------------- | -------------------- | -------------------------------------------------------------------------------------------- | --------------------------- | ---------------------------------- | ---- | --------- | ---------------------------------------------------- |
| 01. Juli 1985 | Spanien          | Anschlag in Madrid                                 | vermutlich Hisbollah | islamisch-nationalistisch, antizionistisch, antiimperialistisch, antiwestlich, antisemitisch | Sprengstoff                 | Flughafen, Fahrkartenschalter      | 1    | 27        |                                                      |
| 01. Juli 1985 | El Salvador      | Anschlag in Usulután                               | FMLN                 | marxistisch-leninistisch                                                                     | Automatische Schusswaffe(n) | Militäreinheit                     | 31   | 0         | Salvadorianischer Bürgerkrieg                        |
| 05. Juli 1985 | Nicaragua        | Anschlag in Río San Juan                           | ARDE                 |                                                                                              | Automatische Schusswaffe(n) | Militäreinheit                     | 38   | 0         | Contra-Krieg                                         |
| 06. Juli 1985 | Nicaragua        | Anschlag in Región Autónoma de la Costa Caribe Sur | ARDE                 |                                                                                              | Automatische Schusswaffe(n) | Militäreinheit                     | 41   | 0         | Contra-Krieg                                         |
| 07. Juli 1985 | El Salvador      | Anschlag in Berlín                                 | FMLN                 | marxistisch-leninistisch                                                                     | Automatische Schusswaffe(n) | Militäreinheit                     | 20   | 0         | Salvadorianischer Bürgerkrieg                        |
| 22. Juli 1985 | Dänemark         | Anschlag in Kopenhagen                             | Hisbollah            | islamisch-nationalistisch, antizionistisch, antiimperialistisch, antiwestlich, antisemitisch | 2 Sprengsätze               | Synagoge, Northwest-Airlines-Büros | 1    | 32        |                                                      |
| 23. Juli 1985 | Nicaragua        | Anschlag in Matagalpa                              | FDN                  |                                                                                              | Automatische Schusswaffe(n) | Militäreinheit                     | 25   | 0         | Contra-Krieg                                         |
| 25. Juli 1985 | Philippinen      | Anschlag in Maasim                                 | NPA                  | marxistisch-leninistisch-maoistisch                                                          |                             | Lkw                                | 29   | 0         | Kommunistischer Revolutionskampf auf den Philippinen |
| 31. Juli 1985 | Syrien           | Anschlag in Aleppo                                 |                      |                                                                                              | Sprengstoff                 |                                    | 30   | 30        |                                                      |

## August
| Datum/Beginn    | Betroffenes Land | Anschlag                                     | Täter                                  | Politische Ausrichtung                                                                                      | Mittel                      | Ziel                                | Tote | Verletzte | Hintergrund                                          |
| --------------- | ---------------- | -------------------------------------------- | -------------------------------------- | --- | --------------------------- | ----------------------------------- | ---- | --------- | ---------------------------------------------------- |
| 01. August 1985 | Nicaragua        | Anschlag in La Trinidad                      | FDN                                    | | Automatische Schusswaffe(n) | Militäreinheit                      | 12   | 44        | Contra-Krieg                                         |
| 08. August 1985 | Deutschland USA  | Anschläge in Frankfurt am Main und Wiesbaden | RAF, Action directe                    | antifaschistisch, antiimperialistisch, kommunistisch, maoistisch, marxistisch-leninistisch, antizionistisch | Schusswaffe, Autobombe      | US-Soldat, US-Luftwaffen-Stützpunkt | 3    | 23        |                                                      |
| 09. August 1985 | Deutschland      | Anschlag in Bonn                             |                                        | | Sprengstoff                 | Iranische Botschaft                 | 0    | 1         |                                                      |
| 14. August 1985 | Libanon          | Anschlag in Beirut                           |                                        | | Autobombe                   | Apartment-Komplex                   | 15   | 120       | Libanesischer Bürgerkrieg                            |
| 15. August 1985 | Südafrika        | Anschlag in Durban                           |                                        | | Sprengsatz                  | Nachtclub                           | 0    | 30        |                                                      |
| 17. August 1985 | Libanon          | Anschlag in Beirut                           |                                        | | Autobombe                   | Supermarkt                          | 50   | 100       | Libanesischer Bürgerkrieg                            |
| 17. August 1985 | Philippinen      | Anschlag in Dipolog City                     | NPA                                    | marxistisch-leninistisch-maoistisch                                                                         | Schusswaffen                | Dorf                                | 24   | 35        | Kommunistischer Revolutionskampf auf den Philippinen |
| 17. August 1985 | Sri Lanka        | Anschlag in Mannar                           | Separatisten                           | autonomistisch                                                                                              | Entführung                  | Zug                                 | 20   | 0         | Bürgerkrieg in Sri Lanka                             |
| 19. August 1985 | Libanon          | Anschlag in Beirut                           | Black Brigade                          | | Autobombe                   | Café                                | 29   | 82        | Libanesischer Bürgerkrieg                            |
| 20. August 1985 | Libanon          | Anschlag in Tripoli                          | Revolutionary Christians of the Cedars | | Autobombe                   |                                     | 44   | 90        | Libanesischer Bürgerkrieg                            |
| 28. August 1985 | El Salvador      | Anschlag in San Vicente                      | FMLN                                   | marxistisch-leninistisch                                                                                    | Automatische Schusswaffe(n) | Militäreinheit                      | 26   | 0         | Salvadorianischer Bürgerkrieg                        |

## September
| Datum/Beginn       | Betroffenes Land       | Anschlag                    | Täter                  | Politische Ausrichtung                                               | Mittel                             | Ziel                          | Tote | Verletzte | Hintergrund                           |
| ------------------ | ---------------------- | --------------------------- | ---------------------- | -------------------------------------------------------------------- | ---------------------------------- | ----------------------------- | ---- | --------- | ------------------------------------- |
| 03. September 1985 | Vereinigtes Königreich | Anschlag in Enniskillen     | IRA                    | autonomistisch, irisch-republikanisch, katholisch                    | Mörser                             | Polizeitrainingszentrum       | 0    | 30        | Nordirlandkonflikt                    |
| 04. September 1985 | Libanon                | Anschlag in der Bekaa-Ebene |                        |                                                                      | Autobombe                          | Dorf                          | 14   | 50        | Libanesischer Bürgerkrieg             |
| 15. September 1985 | Philippinen            | Anschlag in Lala            |                        |                                                                      | Sprengstoff                        | Kino                          | 35   | 100       |                                       |
| 16. September 1985 | Italien                | Anschlag in Rom             | Abu-Nidal-Organisation | autonomistisch, palästinensisch-nationalistisch                      | Granate(n)                         | Café                          | 0    | 38        | Israelisch-Palästinensischer Konflikt |
| 16. September 1985 | Nicaragua              | Anschlag in Siuna           | FDN                    |                                                                      | Automatische Schusswaffe(n)        | Militäreinheit                | 30   | 0         | Contra-Krieg                          |
| 17. September 1985 | Libanon                | Anschlag in Beirut          |                        |                                                                      | Selbstmordattentäter mit Autobombe | Milizionäre                   | 30   | 0         | Libanesischer Bürgerkrieg             |
| 20. September 1985 | Kolumbien              | Anschlag in Florida         | M-19                   | bolivarianistisch, links-nationalistisch, revolutionär-sozialistisch | Automatische Schusswaffe(n)        | Militäreinheit                | 25   | 0         | Bewaffneter Konflikt in Kolumbien     |
| 24. September 1985 | Österreich             | Anschlag in Wien            |                        |                                                                      | Sprengstoff                        | Ungarische Bank               | 0    | 11        |                                       |
| 25. September 1985 | Mosambik               | Anschlag in Maputo          | Rechtsextremisten      | rechtsextremistisch                                                  | Brandstiftung, Sprengstoff         | Militärarsenal, Infrastruktur | 8    | 136       | Mosambikanischer Bürgerkrieg          |

## Oktober
| Datum/Beginn     | Betroffenes Land       | Anschlag               | Täter           | Politische Ausrichtung                            | Mittel                                  | Ziel                      | Tote     | Verletzte | Hintergrund                                          |
| ---------------- | ---------------------- | ---------------------- | --------------- | ------------------------------------------------- | --------------------------------------- | ------------------------- | -------- | --------- | ---------------------------------------------------- |
| 03. Oktober 1985 | Philippinen            | Anschlag in Polanco    | NPA             | marxistisch-leninistisch-maoistisch               |                                         | Militärkonvoi             | 21       | 10        | Kommunistischer Revolutionskampf auf den Philippinen |
| 05. Oktober 1985 | Ägypten                | Anschlag in Nuwaiba    | Suleiman Khater |                                                   | Schusswaffe(n)                          | Israelische Touristen     | 8        | 4         | Israelisch-Palästinensischer Konflikt                |
| 09. Oktober 1985 | El Salvador            | Anschlag in San Miguel | FMLN            | marxistisch-leninistisch                          | Automatische Schusswaffe(n)             | Militärkonvoi(s)          | 80       | 0         | Salvadorianischer Bürgerkrieg                        |
| 10. Oktober 1985 | El Salvador            | Anschlag in La Unión   | FMLN            | marxistisch-leninistisch                          | Granaten, Gewehre, Panzerfäuste, Mörser | Militärausbildungszentrum | 42 (+10) | 60        | Salvadorianischer Bürgerkrieg                        |
| 14. Oktober 1985 | Philippinen            | Anschlag in Lala       | vermutlich NPA  | marxistisch-leninistisch-maoistisch               | Sprengstoff                             | Hahnenkampf-Arena         | 13       | 52        | Kommunistischer Revolutionskampf auf den Philippinen |
| 18. Oktober 1985 | Vereinigtes Königreich | Anschlag in Derry      | IRA             | autonomistisch, irisch-republikanisch, katholisch | Autobombe                               | Einkaufszentrum           | 0        | 30        | Nordirlandkonflikt                                   |

## November
| Datum/Beginn      | Betroffenes Land | Anschlag                                           | Täter                       | Politische Ausrichtung                                               | Mittel                                 | Ziel                     | Tote     | Verletzte | Hintergrund                           |
| ----------------- | ---------------- | -------------------------------------------------- | --------------------------- | -------------------------------------------------------------------- | -------------------------------------- | ------------------------ | -------- | --------- | ------------------------------------- |
| 06. November 1985 | Kolumbien        | Anschlag in Bogotá                                 | M-19                        | bolivarianistisch, links-nationalistisch, revolutionär-sozialistisch | Maschinenpistole(n)                    | Palast der Gerechtigkeit | 62 (+35) |           | Bewaffneter Konflikt in Kolumbien     |
| 10. November 1985 | Kolumbien        | Anschlag in Jambaló                                | M-19                        | bolivarianistisch, links-nationalistisch, revolutionär-sozialistisch | Automatische Schusswaffe(n)            | Militäreinheit           | 28       | 18        | Bewaffneter Konflikt in Kolumbien     |
| 10. November 1985 | Luxemburg        | Anschlag in Luxemburg                              |                             |                                                                      | Sprengstoff                            | Flughafen                | 0        | 1         |                                       |
| 10. November 1985 | Nicaragua        | Anschlag in Región Autónoma de la Costa Caribe Sur | FDN                         |                                                                      | Automatische Schusswaffe(n)            | Militäreinheit           | 33       | 0         | Contra-Krieg                          |
| 12. November 1985 | Libanon          | Anschlag in Nord-Libanon                           |                             |                                                                      | Selbstmordattentäter mit Autobombe     | Kloster                  | 4        | 26        | Libanesischer Bürgerkrieg             |
| 20. November 1985 | Nicaragua        | Anschlag in Chontales                              | FDN                         |                                                                      | Automatische Schusswaffe(n)            | Dorf                     | 66       | 17        | Contra-Krieg                          |
| 22. November 1985 | Indien           | Anschlag in Punjab (Indien)                        | vermutlich Sikh-Extremisten |                                                                      | Sprengstoff                            | Eisenbahnwagen           | 2        | 22        |                                       |
| 23. November 1985 | Malta            | EgyptAir-Flug 648                                  | Abu-Nidal-Organisation      | autonomistisch-palästinensisch                                       | Flugzeugentführung                     | Flugzeug                 | 59 (+1)  | 25 (+2)   | Israelisch-Palästinensischer Konflikt |
| 24. November 1985 | Deutschland      | Anschlag in Frankfurt am Main                      |                             |                                                                      | Autobombe                              | AAFES-Geschäft           | 0        | 34        |                                       |
| 25. November 1985 | Nicaragua        | Anschlag in Matagalpa                              | FDN                         |                                                                      | Automatische Schusswaffe(n)            | Militäreinheit           | 120      | 0         | Contra-Krieg                          |
| 29. November 1985 | Kolumbien        | Anschlag in Urabá                                  | FARC-EP                     | marxistisch-leninistisch, bolivarianistisch, links-nationalistisch   | Automatische Schusswaffe(n), Rakete(n) | Militäreinheit           | 23       | 0         | Bewaffneter Konflikt in Kolumbien     |
| 30. November 1985 | Kolumbien        | Anschlag in Cali                                   | M-19                        | bolivarianistisch, links-nationalistisch, revolutionär-sozialistisch | Panzer, Mörser                         | Dorf                     | 19       | 40        | Bewaffneter Konflikt in Kolumbien     |

## Dezember
| Datum/Beginn      | Betroffenes Land    | Anschlag                       | Täter                                                                     | Politische Ausrichtung                                               | Mittel                                  | Ziel                                             | Tote    | Verletzte | Hintergrund                           |
| ----------------- | ------------------- | ------------------------------ | ------------------------------------------------------------------------- | -------------------------------------------------------------------- | --------------------------------------- | ------------------------------------------------ | ------- | --------- | ------------------------------------- |
| 01. Dezember 1985 | Kolumbien           | Anschlag in Turbo              | FARC-EP                                                                   | marxistisch-leninistisch, bolivarianistisch, links-nationalistisch   | Automatische Schusswaffe(n)             | Militäreinheit                                   | 23      | 0         | Bewaffneter Konflikt in Kolumbien     |
| 02. Dezember 1985 | Kolumbien           | Anschlag in Cali               | M-19                                                                      | bolivarianistisch, links-nationalistisch, revolutionär-sozialistisch | Automatische Schusswaffe(n)             | Militäreinheit                                   | 26      | 0         | Bewaffneter Konflikt in Kolumbien     |
| 06. Dezember 1985 | Nicaragua           | Anschlag in Wiwilí             | FDN                                                                       |                                                                      | Automatische Schusswaffe(n)             | Militäreinheit                                   | 70      | 0         | Contra-Krieg                          |
| 07. Dezember 1985 | Frankreich          | Anschlag in Paris              | Committee for Solidarity With Arab and Middle Eastern Political Prisoners |                                                                      | 2 Sprengsätze                           | Einkaufszentrum, Galerie Printemps               | 0       | 43        | Israelisch-Palästinensischer Konflikt |
| 10. Dezember 1985 | Peru                | Anschlag in Huancavelica       | Leuchtender Pfad                                                          | marxistisch-leninistisch-maoistisch                                  | Automatische Schusswaffe(n)             | Milizionäre                                      | 35      | 0         | Bewaffneter Konflikt in Peru          |
| 11. Dezember 1985 | El Salvador         | Anschlag in Guazapa            | FMLN                                                                      | marxistisch-leninistisch                                             | Automatische Schusswaffe(n)             | Militäreinheit                                   | 70      | 0         | Salvadorianischer Bürgerkrieg         |
| 11. Dezember 1985 | El Salvador         | Anschlag in Chalatenango       | FMLN                                                                      | marxistisch-leninistisch                                             | Automatische Schusswaffe(n)             | Militäreinheit                                   | 30      | 0         | Salvadorianischer Bürgerkrieg         |
| 16. Dezember 1985 | Philippinen         | Anschlag in Munai              | MNLF                                                                      | autonomistisch, föderalistisch                                       | Automatische Schusswaffen, Granatwerfer | Militärkonvoi                                    | 16      | 35        | Moro-Konflikt                         |
| 23. Dezember 1985 | Südafrika           | Anschlag in Amanzimtoti        | African National Congress                                                 | nationalistisch, sozialdemokratisch                                  | Sprengsatz                              | Einkaufszentrum                                  | 5       | 40        | Apartheid                             |
| 26. Dezember 1985 | Nicaragua           | Anschläge auf Militäreinheiten | FDN                                                                       |                                                                      | Automatische Schusswaffen               | Militäreinheiten                                 | 70      | 0         | Contra-Krieg                          |
| 27. Dezember 1985 | Österreich, Italien | Anschläge in Wien und Rom      | Abu Nidal Organisation                                                    | autonomistisch-palästinensisch                                       | Schusswaffen, Handgranaten              | Passagiere in Warteschlangen vor El-Al-Schaltern | 19 (+4) | 138 (+1)  | Israelisch-Palästinensischer Konflikt |